# Letecká základna Minot
Letecká základna Minot (anglicky Minot Air Force Base; kód IATA je MIB, kód ICAO KMIB, kód FAA LID MIB) je vojenská letecká základna letectva Spojených států amerických nacházející se 21 kilometrů severně od města Minot v Severní Dakotě.
Je domovskou základnou 5. bombardovacího křídla (5th Bomb Wing; 5 BW) a 91. raketového křídla (91st Missile Wing; 91 MW), obě jsou podřízena Velitelství globálního boje vzdušných sil (Air Force Global Strike Command; AFGSC). Úkolem 5 BW je udržovat a provozovat strategické bombardéry B-52H Stratofortress náležící organizačně podřízené 23. a 69. bombardovací letce (23rd a 69th Bomb Squadron). Minot je jednou z pouhých dvou základen, vybavených stroji B-52. Druhou takovou je Barksdaleova letecká základna nedaleko Shreveportu ve státě Louisiana. Úkolem 91. MW je údržba a správa nukleárních mezikontinentálních balistických raket LGM-30 Minuteman III, přičemž samotná raketová sila jsou rozmístěna ve třech hlavních seskupeních na území Severní Dakoty. Základna Minot patří spolu s Malmstromovou leteckou základnou v Montaně a Leteckou základnou Francise E. Warrena ve Wyomingu mezi tři zařízení amerického letectva, spravující balistické rakety. Za tímto účelem je 91 MW na základně Minot vybavena vojenskými vrtulníky UH-1N Twin Huey.